# Der Hexensabbat
(Der) Hexensabbat of Der Hexen-Sabbath is een novelle of korte historische roman uit 1831 van de Duitse schrijver Ludwig Tieck. De eerste publicatie was in  Novellenkranz - ein Almanach auf das Jahr 1832.  Als jaartal van verschijning wordt in de literatuur soms ook 1832 genoemd.

## Achtergrond
Het verhaal  werd door Tieck geschreven in zijn periode in Dresden in het toenmalige Koninkrijk Saksen. Ruim 60 jaar voordat de massapsychologie ontstond en een eeuw voordat in Duitsland de nazi's aan de macht kwamen, beschreef hij reeds een ernstig geval van massawaan, gebaseerd op gebeurtenissen in de 15e eeuw in de stad Atrecht (thans Noord-Frankrijk, in de laatste regeringsjaren van Filips de Goede (Filips III van Bourgondië, 1396 – 1467). Deze stad maakte in die tijd deel uit van de Bourgondische Nederlanden. Tieck beschrijft met een dichterlijke vrijheid geïnspireerd door deze historische gebeurtenissen hoe in een stad waar de burgerij eigenlijk niet meer in heksen geloofde (de verbranding van Jeanne d'Arc was een voorval 30 jaar geleden en ver weg, in Orléans...), deze toch door een samenloop van toevallige omstandigheden  in een heksenwaan blijkt te kunnen geraken en daarin tot vervolging van onschuldige personen te worden opgehitst.

## Historische authenticiteit
Rond 1458 werd de stad Atrecht het toneel van de gebeurtenissen die werden vastgelegd door de Vlaamse kroniekschrijver Jacques Du Clercq (1424-1469), die onder meer door Johan Huizinga (1872-1945) in diens Herfsttij der Middeleeuwen als bron aangehaald wordt. In het verhaal van Tieck lopen feit en fictie door elkaar, zoals wel vaker in het genre historische roman. Een van de eerste slachtoffers van de heksenjacht was een zekere kluizenaar, Robert de Vaux, die werd gearresteerd en verbrand. De bisschop van Arras was toen afwezig en zijn bisdom werd in partibus geregeerd door zijn broer Jean, bisschop van Baruth. Deze laatste verzekerde dat Robert had bekend dat hij medeplichtigen zou hebben gehad bij de hekserij waarvan hij beschuldigd werd: Jean Lavite, een 60-jarige schilder en rederijker uit Atrecht en een prostituée genaamd Deniselle Grenier, afkomstig uit de plaats Douai ten noordoosten van Atrecht. In februari 1460 werden zij opgepakt en na uitgebreide verhoren en een reeks martelingen op 9 mei 1460 op de binnenplaats van het bisschoppelijk paleis van Atrecht op de brandstapel terechtgesteld, samen met nog een aantal andere personen die eveneens van hekserij waren beschuldigd. Het tumult had ingrijpende gevolgen voor de stad, ook op economisch gebied. Dit wordt door Johan Huizinga beschreven in hoofdstuk 11 (p.827-828) van zijn klassieke meeromvattende historische studie: iedereen vreesde van tovenarij of hekserij beschuldigd te kunnen worden, hetgeen het in het handelsverkeer benodigd wederzijds vertrouwen ondermijnde.

## Verhaal
In het verhaal van Tieck betreft het onder meer een schilder genaamd Labitte en een dame die veel aanzien genoot onder de burgerij, de rijke en aantrekkelijke weduwe Catherine Deniselle, met meerdere oude vrouwen onder wie de verwarde Gertrud, enkele "deernen" (eufemisme voor prostituées) en een paar gewone burgers. Op een gegeven moment ging over hen het gerucht rond dat zij zich met zwarte kunst en hekserij bezighielden. Zij werden gearresteerd en gemarteld, waarbij ook zij bekentenissen aflegden. De bijeenkomsten ten huize van Catherine Deniselle, waar zij en haar gasten zich in de tuin als een soort rederijkerskamer bezighielden met zang en voordrachten en terloops ook van gedachten gewisseld werd over de politieke ontwikkelingen, zouden zogenaamd een dekmantel voor geheime heksensabbats zijn geweest. 
De in het verhaal als een kroniek chronologisch beschreven gebeurtenissen speelden zich weliswaar af in de late Middeleeuwen, maar worden door Tieck echter onmiskenbaar bezien vanuit een vroeg-19e-eeuwse optiek, Zoals steevast het geval is bij historische romans speelt het verhaal zich uiteraard af in het verleden, maar worden daarin weliswaar ook opvattingen weerspiegeld van de latere tijdgeest waarin ze zijn geschreven. Tieck schreef zijn verhaal nadat de opvattingen uit de Verlichting zoals die van Cesare Beccaria geleidelijk in steeds meer Europese staen ingang vonden (diens belangrijkste rechtsfilosofisch traktaat Dei delitti e delle pene. dat belangrijke strafrechthervormingen zou inluiden, verscheen zo'n 70 jaar eerder). Zo durven sommige personen in dit verhaal van Tieck dat zich afspeelt vóór de Reformatie en de wetenschappelijke revolutie van Nicolaas Copernicus en Galilei die danig aan het middeleeuwse wereldbeeld zouden tornen, kritiek te uiten op de geestelijke stand en het bestaan van wonderen te weerspreken. Getracht wordt fenomenen vanuit de natuur te verklaren (bijvoorbeeld de steen die bij Mechelen uit de lucht was komen vallen, waarbij een meteoriet wordt beschreven, zou weleens van de maan afkomstig kunnen zijn... Gebrek aan kennis omtrent natuurverschijnselen was door Spee expliciet vermeld in zijn Cautio criminalis als een van de verklaringen voor het ten onrechte aan hekserij toeschrijven van allerlei gebeurtenissen. 
Ook zijn de verschillende verweren van de beschuldigde personen voorbeelden van de diverse versies die later ter verklaring van dit fenomeen zouden worden aangedragen door zowel de tegenstanders van marteling, zoals Spee in zijn Cautio criminalis, als door de bestrijders van bijgeloof en de daaruit voortkomende heksenwanen en heksenvervolgingen. Er waren gevallen van geestesziekte, en er waren ook personen die zelf gingen geloven in datgene waarvan ze beschuldigd waren of gewoonweg geen uitweg zagen voor hun onvrede met de macht van adel en geestelijkheid in de standenstaat. De schilder Labitte -wiens geliefde hondje genaamd Tyras ook werd gedood, omdat die wegens de kunstjes die hij kon vast wel door de duivel bezeten zou zijn - slaagde tijdens zijn gevangenschap erin een deel van zijn tong af te bijten. Zo maakte hij het onmogelijk tijdens de martelingen waaraan hij werd onderworpen andere onschuldigen te belasten. Nadat hij zichzelf aldus van zijn spraakvermogen beroofd had, voorzag hij in een uitgebreide schriftelijke "bekentenis", die hij cynisch afsloot met de mededeling dat hij alles kon bekennen wat men maar wilde.
Tieck prees in de slotwoorden de verdiensten van Christian Thomasius en "Spee" (Friedrich Spee von Langenfeld) bij de bestrijding van de heksenwaan en de heksenprocessen. De invloed van meerdere opvattingen van Spee- die biechtvader was van meerdere van hekserij beschuldigde personen die onder marteling bekentenissen hadden afgelegd en anderen als "medeplichtigen" hadden aangewezen- klinkt door in deze novelle, hoewel Spee zelf zich nimmer in zijn werken expliciet had uitgelaten over de vraag of hekserij werkelijk bestond.

## Confirmation bias
Tieck legt bloot hoe de heksenprocessen getekend waren door wat in de 20e eeuw zou worden aangeduid als confirmation bias: men wil slechts "bevestigingen" "herkennen" van een eenmaal ingenomen standpunt en zich tegelijkertijd hardnekkig afsluiten voor weerlegging daarvan. Wanneer iemand een methode oppert waarmee de onschuld van de beschuldigden zou kunnen blijken, wordt die methode dan bij voorbaat reeds verworpen omdat die immers ongetwijfeld wel door de duivel moet zijn ingefluisterd. Personen die het bestaan of de mogelijkheid van hekserij ontkenden, riepen daarmee ook de verdenking over zich uit zelf eveneens met de duivel te heulen en daarom de vervolging wilden beletten. Dit is ook wel aangevoerd ter verklaring waarom sommige vroeg verlichte denkers zich enerzijds wel onomwonden uitspraken tegen de heksenwanen en de onschuld van de vervolgden, maar niet tevens tegen het bestaan van hekserij en demonen enz. op zich: dit om niet zelf ook slachtoffer te kunnen worden van een heksenjacht. Dit is onder meer beweerd over Spee. 

## Publicaties (selectie)
- De eerste publicatie van de novelle was opgenomen in een zogeheten Musen-Almanach, een soort literair jaarboek, populair in Duitsland van 1770 tot het midden van de 19e eeuw.
- In 1846 werd de novelle nogmaals uitgegeven, ditmaal in een bundel met Tiecks verhaal Der Jahrmarkt, en in het jaar van zijn overlijden 1853 nognaals in de eerste uitgave van zijn door Georg Ernst Reimer geredigeerd verzameld werk.
- 1966: in de bundel Der Geheimnisvolle und andere historische Novellen, samen met Der Geheimnisvolle en Der Dichter und sein Freund.
- 1977: onder de titel Der Hexensabbat - historische Novelle, geredigeerd door Joachim Lindner en geillustreerd door Albrecht von Bodecker.
- 2001: onder de titel Der Hexensabbat - Novelle, geredigeer door Walter Münz, met als appendix een vertaling van de historiwche bron over de oorspronkelijke gebeurtenissen Aus den Memoiren des Jacques du Clercq
- 2012: onder de titel Hexensabbat - Novelle, uitg. tredition, Hamburg.
- 2017, geredigeerd door Karl-Maria Guth, uitg. Contuma-Hofenberg, Berlijn (reprint van de editie in de verzamelde werken uit 1966). ISBN 9783743719965
- 2019 Der Hexensabbat, uitg. Deutsche Nationalbibliothek, Leipzig.

## Vertalingen
- Frans: Le sabbat des sorcières, chronique de 1459
- Spaans: El aquelarre
- Pools: Sabat